# Goyo
Goyo è un film del 2024 diretto da Marcos Carnevale.

## Trama
Un giovane affetto da Sindrome di Asperger che fa la guida turistica in un museo si innamora della guardia di sicurezza Eva, confrontandosi con nuove ed inaspettate emozioni.

## Distribuzione
Il film è stato distribuito sulla piattaforma Netflix il 5 luglio 2024.